# Claudio Gomes
Claudio Gomes (Argenteuil, 23 luglio 2000) è un calciatore francese, centrocampista del Palermo.

## Biografia
È il figlio del calciatore della Guinea-Bissau Amarildo Gomes, che ha giocato per il Beauvais ed il Rennes prima di ritirarsi per un infortunio al ginocchio. Anche suo fratello Ylan Gomes è un calciatore professionista.
In un'intervista del 2016 al Le Parisien ha sottolineato la sua passione per la storia, in particolare per la Rivoluzione francese.

## Caratteristiche tecniche
Gomes è stato soprannominato "N'Golo Kanté" dai suoi compagni di squadra, che lo paragonano al centrocampista della nazionale francese per i suoi sforzi nel recuperare palla.

## Carriera

### Club

#### Inizi
Nato ad Argenteuil, in Francia, ha iniziato a giocare a calcio nella squadre locali del Val d'Argenteuil e del RFC Argenteuil, prima di passare al Évreux nel 2011 e al Paris Saint-Germain due anni dopo.
Dopo aver fatto tutta la trafila delle giovanili, il 18 novembre 2017, ha esordito in CFA con la squadra delle riserve dei parigini, subentrando a Abdallah Yaisien al 79' della sconfitta interna per 2-1 contro l'Yzeure.

#### Manchester City
Alla scadenza del proprio contratto con il PSG, inizia ad allenarsi con il Manchester City, partecipando anche alla tournée pre-stagionale negli Stati Uniti, tuttavia fa ciò senza firmare un contratto che lo lega al club per motivi di età.
Compiuti 18 anni il 25 luglio 2018 firma per i citizens.
Pochi giorni dopo la firma del contratto, il 5 agosto, ha fatto il suo debutto tra i professionisti nella vittoria in Community Shield contro il Chelsea al Wembley Stadium, subentrando nei minuti di recupero a John Stones.
Aggregato per il resto della stagione alla formazione U23, fa soltanto un'altra presenza in prima squadra in EFL Cup contro il Fulham, prima di passare a titolo temporaneo al Jong PSV per la stagione 2019-2020.
Tornato al Manchester City, dopo aver ottenuto 21 presenze con la formazione olandese, il 10 febbraio 2021 ha debuttato in FA Cup come sostituto dell'infortunato Rodri nella vittoria esterna per 1-3 sullo Swansea City.
Il 31 agosto 2021 si trasferisce nuovamente in prestito, stavolta al Barnsley. 
Dopo aver fatto 31 presenze in campionato, il 26 aprile 2022 torna a Manchester.

#### Palermo
Il 1º settembre 2022, durante l'ultimo giorno di calciomercato, viene acquistato a titolo definitivo dal Palermo con contratto biennale.
Otto giorni dopo, il 9 settembre, debutta da subentrato in Serie B e con i rosanero nella gara contro il Genoa, vinta 1-0.
Chiude la stagione con 26 presenze in campionato e il 7 giugno prolunga il contratto fino al 2027. Il 26 ottobre 2024 trova il suo primo gol con i rosanero, aprendo le marcature nella vittoria interna per 2-0 contro la Reggiana.

### Nazionale
Nel 2017 ha ricevuto la prima convocazione con la nazionale Under-17 francese, con cui ha partecipato da capitano al campionato europeo di categoria, e al mondiale di categoria. In quest'ultima competizione, dove ha raggiunto i quarti di finale, è stato inserito nella formazione ideale del torneo grazie alle seu prestazioni ed ai suoi gol, tra cui quello segnato nel 7-1 contro la i pari età della Nuova Caledonia.
Nell'agosto 2018 è stato convocato per la prima volta nell'Under-19 per le amichevoli contro Slovenia, Croazia e India. In seguito viene anche convocato per l'europeo di categoria in Armenia.

## Statistiche

### Presenze e reti nei club
Statistiche aggiornate al 17 maggio 2025.
| Stagione               | Squadra                | Campionato             | Campionato | Campionato | Coppe nazionali | Coppe nazionali | Coppe nazionali | Coppe continentali | Coppe continentali | Coppe continentali | Altre coppe | Altre coppe | Altre coppe | Totale | Totale |
| Stagione               | Squadra                | Comp                   | Pres       | Reti       | Comp            | Pres            | Reti            | Comp               | Pres               | Reti               | Comp        | Pres        | Reti        | Pres   | Reti   |
| ---------------------- | ---------------------- | ---------------------- | ---------- | ---------- | --------------- | --------------- | --------------- | ------------------ | ------------------ | ------------------ | ----------- | ----------- | ----------- | ------ | ------ |
| 2017-2018              | Paris Saint-Germain 2  | CFA                    | 1          | 0          |                 | -               | -               |                    | -                  | -                  |             | -           | -           | 1      | 0      |
| 2018-2019              | Manchester City        | PL                     | 0          | 0          | FACup+CdL       | 0+1             | 0               | UCL                | 0                  | 0                  | CS          | 1           | 0           | 2      | 0      |
| 2019-2020              | Jong PSV               | ED                     | 21         | 0          |                 | -               | -               |                    | -                  | -                  |             | -           | -           | 21     | 0      |
| 2020-2021              | Manchester City        | PL                     | 0          | 0          | FACup+CdL       | 1+0             | 0               | UCL                | 0                  | 0                  |             | -           | -           | 1      | 0      |
| Totale Manchester City | Totale Manchester City | Totale Manchester City | 0          | 0          |                 | 2               | 0               |                    | -                  | -                  |             | 1           | 0           | 3      | 0      |
| 2021-2022              | Barnsley               | FLC                    | 31         | 1          | FACup+CdL       | 1+0             | 0               | -                  | -                  | -                  | -           | -           | -           | 32     | 1      |
| 2022-2023              | Palermo                | B                      | 26         | 0          | CI              | -               | -               | -                  | -                  | -                  | -           | -           | -           | 26     | 0      |
| 2023-2024              | Palermo                | B                      | 34+2       | 0          | CI              | 1               | 0               | -                  | -                  | -                  | -           | -           | -           | 37     | 0      |
| 2024-2025              | Palermo                | B                      | 32+1       | 1          | CI              | 2               | 0               | -                  | -                  | -                  | -           | -           | -           | 33     | 1      |
| Totale Palermo         | Totale Palermo         | Totale Palermo         | 92+3       | 1          |                 | 3               | 0               |                    | -                  | -                  |             | -           | -           | 98     | 1      |
| Totale carriera        | Totale carriera        | Totale carriera        | 148        | 2          |                 | 6               | 0               |                    | -                  | -                  |             | 1           | 0           | 155    | 2      |

## Palmarès

### Club

#### Competizioni nazionali
- Community Shield: 1

Manchester City: 2018

### Individuali
- Campionato europeo di calcio Under-17: 1

Miglior 11 del torneo: Campionato europeo di calcio Under-17 2017